# Discovery Investigations

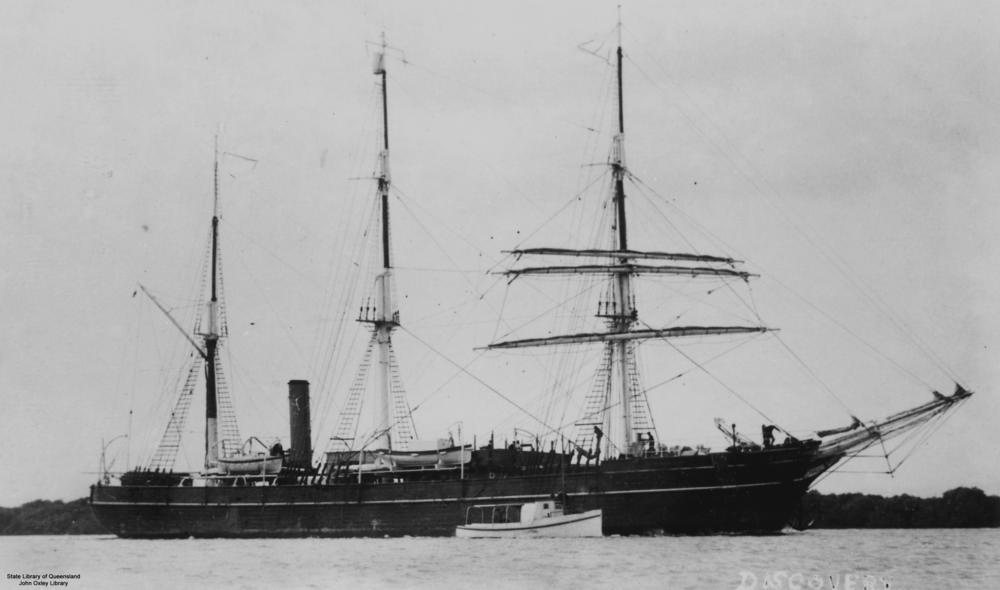
Die RSS Discovery im Einsatz für die Discovery Investigations

Die Discovery Investigations waren eine Reihe britischer Forschungsfahrten und landgebundener Untersuchungen zwischen 1924 und 1939 sowie von 1949 bis 1951 zur Biologie der Wale im Südlichen Ozean. Finanziert wurden diese Kampagnen vom Colonial Office und organisiert von einem eigens dafür im Jahr 1923 in London gegründeten Discovery Committee. Ziel war es, die wissenschaftlichen Ergebnisse dieser Forschungsarbeiten der Wal- und Fischfangindustrie zur Verfügung zu stellen. Darüber hinaus wurden zahlreiche geographische Objekte in der Antarktis kartografisch erfasst und benannt.
Die bei den Forschungsfahrten eingesetzten Schiffe waren die RSS Discovery (1924–1931), die RRS William Scoresby (1927–1939) und die RRS Discovery II (1929–1939 und 1949–1951). Auf Südgeorgien wurde zudem 1925 am King Edward Point ein Forschungslabor eingerichtet. Das Discovery Committee fungierte in seiner Funktion bis zum Ausbruch des Zweiten Weltkriegs, durch den die Forschungsreihe zunächst ihr Ende fand. Unter der Ägide des National Institute of Oceanography wurde sie dann nochmals von 1949 bis 1951 fortgesetzt. Der letzte Ergebnisbericht der Discovery Investigations erschien im Jahr 1980.